# Tewdore Kwelteli
Tewdore Kwelteli (georgisch თევდორე კველთელი; Theodor von Kwelta; † 1609), Märtyrer und Heiliger der orthodoxen Kirche, war ein georgischer Priester im Dorf Kwelta und ein Held im Kampf gegen die türkische Invasion von 1609.
Der junge georgische König Luarsab II. weilte in seiner Sommerresidenz Schloss Tschireti in Manglisi, als die türkischen Truppen im Juni 1609 in die Provinz Kartli (östliches Georgien) einmarschierten. Nachdem die Türken vom Aufenthaltsort des Königs unterrichtet worden waren, fassten sie den Entschluss, das Schloss zu belagern und den König gefangen zu nehmen, um so die gesamte Gewalt über Georgien zu erlangen. Auf ihrem Weg nach Manglisi mussten sie das Dorf Kwelta passieren. Tewdore und die anderen Einwohner des Dorfes schafften es nicht mehr rechtzeitig vor den herannahenden Truppen in den Wald zu fliehen. Als Tewdore den Türken in die Hände fiel, drohten sie ihn zu töten, falls er ihnen nicht den Weg zum Schloss des Königs weise. In der Hoffnung, die türkischen Truppen täuschen zu können, führte er diese jedoch in eine andere Richtung über einen tückischen Bergpfad, auf dem nicht wenige Soldaten und ihre Pferde umkamen. Nach einer Zeit gewahrten die Türken jedoch, dass sie getäuscht worden waren und rächten sich an Tewdore Kwelteli, indem sie ihn enthaupteten. Dank des Opfers Tewdores gelang es König Luarsab II. Zeit zu gewinnen, um seine Verteidigung zu planen und seine Armeen zu versammeln, was letztendlich dazu führte, dass er den Sieg über die Türken davontragen konnte.
Zahlreiche georgische Volkslegenden haben die Erinnerung an Tewdore Kwelteli bis in die heutige Zeit bewahrt.